# Casole Bruzio
Casole Bruzio és un municipi italià, dins de la província de Cosenza, que limita amb els municipis de Celico, Cosenza, Pedace, Rovito, Serra Pedace, Spezzano della Sila, Spezzano Piccolo i Trenta a la mateixa província.

## Evolució demogràfica
| Població censada al municipi de Casole Bruzio | Població censada al municipi de Casole Bruzio | Població censada al municipi de Casole Bruzio |
| --------------------------------------------- | --------------------------------------------- | --------------------------------------------- |
|                                               |                                               |                                               |
| Notes:                                        | Elaboració gràfica per part de la Viquipèdia  |                                               |
|                                               | Font: ISTAT (Institut Nacional d'Estadística) |                                               |